# Черепанов, Артём Иванович
Артём Иванович Черепанов (1920—1992) — участник Великой Отечественной войны, наводчик миномёта в составе 563 стрелкового полка 153-й стрелковой дивизии 50-й армии 2-го Белорусского фронта, полный кавалер Ордена Славы (1944, 1945, 1966).

## Биография
Родился в 1920 году в Бухтарминском уезде Алтайской губернии (ныне Восточно-Казахстанская область). Работал в колхозе и старательской артели управления «АлтайЗолото».

### На фронте
В действующую армию был призван в январе 1942 года. На фронте — с ноября 1942 года. Воевал сначала рядовым, затем сержантом, старшим сержантом, наводчиком миномёта 363 стрелкового полка 153-й стрелковой дивизии 50-й армии 2-го Белорусского фронта.
За время службы командир отделения, впоследствии командир взвода Артём Черепанов неоднократно отличился в боях с фашистскими захватчиками, проявил личное мужество, находчивость, смекалку. Награждён медалями и орденами за героизм. Участвовал в освобождении Белоруссии, Польши, Германии.

### Описание подвигов
- Наводчик миномёта 563-го стрелкового полка (153-я стрелковая дивизия, 50-я армия, 2-й Белорусский фронт) рядовой Артём Черепанов 18 августа 1944 года в сражении у населенного пункта Чернуха (7 км восточнее города Августов, Польша) ликвидировал до 10 гитлеровцев, повозку с военным имуществом, предотвратил внезапное нападение врага. 24 октября 1944 был награждён орденом Славы III степени.
- С 24-го сентября по 17 октября 1944 года во время боёв за город Августов (Польша) наводчик миномёта того же полка, но уже в звании старшего сержанта (командира отделения) Артём Черепанов, форсировав одним из первых наступающих бойцов реку Нетта[англ.], ворвался в расположение противника. В ходе схватки лично уничтожил более 10 гитлеровцев. 15 ноября 1944 года А. Черепанов награждён орденом Славы III степени. Правительственным решением 24-го октября 1966 года за этот подвиг перенаграждён орденом Славы I степени.
- Помощник командира взвода 563-го стрелкового полка старший сержант Черепанов 10 февраля 1945 года в бою близ населённого пункта Хансхатен (14 км южнее города Ландсберг-на-Варте, в то время — Германия, а ныне — город Гожув-Велькопольски, Польша) заменил выбывшего из строя офицера, командира взвода. Черепанов в бою успешно руководил подчинёнными, которые отразили контратаки противника, лично уничтожил до 10 гитлеровцев и 4-х взял в плен. 8-го марта 1945 года был награждён орденом Славы II степени.

### После войны
После войны в 1946 году был демобилизован из армии в звании младшего лейтенанта. После некоторого перерыва с июля 1951 по май 1955 опять служил (лейтенантом) в рядах Вооружённых Сил. В 1967 году окончил техникум в городе Кинешма (Калининская область) и переехал жить в город Томск. 7-го июня 1968 А. И. Черепанову присвоено звание старшего лейтенанта запаса. С 1969 г. работал главным инженером горпромкомбината в городе Колпашево Томской области.
Умер 24 июля 1992, похоронен в городе Колпашево. Имя Артёма Ивановича Черепанова представлено на Памятной стеле томичей-героев на аллее Боевой славы томичей в Лагерном саду города Томска.